# Lijst van militaire begraafplaatsen van het KNIL

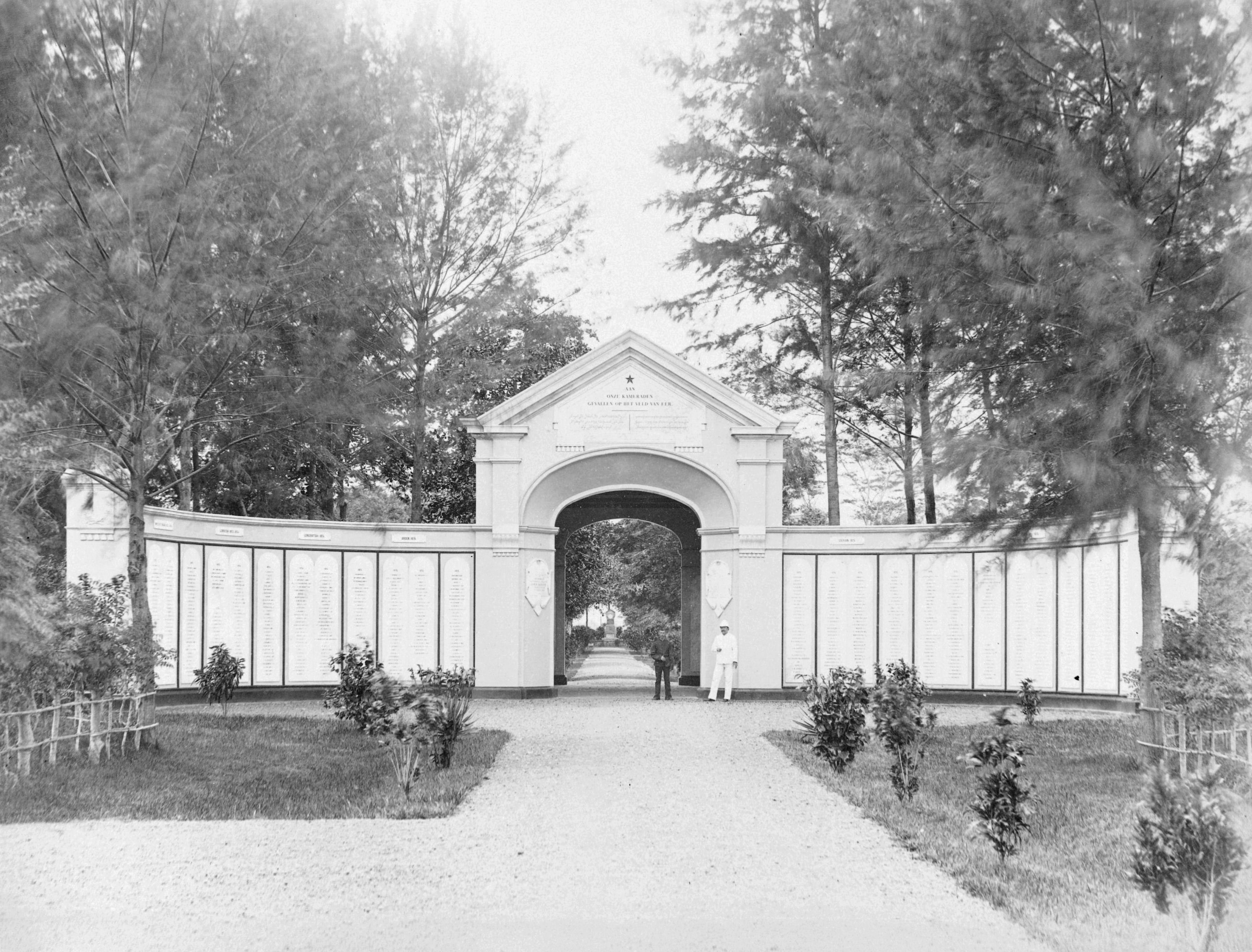
Poort van Peutjoet

Militairen van het Koninklijk Nederlandsch-Indisch Leger zijn (voor zover bekend) begraven op de volgende begraafplaatsen:
- Peutjoet: Peutjoet was de militaire begraafplaats op Atjeh tijdens de Atjeh-oorlog en werd de laatste rustplaats van 2.200 soldaten van het Nederlands-Indische leger. De naam wordt ook wel gespeld als Peutjut. Tegenwoordig worden de graven gerestaureerd, gefinancierd door de Stichting Peutjoet-fonds.
- Ereveld Pandu: Het ereveld telt 4.000 graven. De meeste graven zijn van Nederlandse oorlogsslachtoffers en militairen uit Japanse concentratiekampen die bij de val van Japan in 1945 nog snel werden omgebracht. Op het hoogste punt van het ereveld staat een vlag met aan de voet van de vlag de namen waar de meeste mensen zijn omgebracht.
- Ereveld Leuwigajah:Het ereveld Leuwigajah ligt even buiten de stad Cimahi, in Indonesië. Het ereveld is geplaatst op een braakliggend terrein achter de gemeentelijke begraafplaats. Tijdens de bezettingsjaren werd dit terrein gebruikt door de Japanse soldaten om de gesneuvelde soldaten en gevangenen uit de nabijgelegen interneringskampen te begraven.
- Ereveld Ancol: Het Ereveld Ancol ligt aan de kust bij Jakarta (Tanjung Priok). Het ereveld werd ingewijd op 14 september 1946. Het wordt ook wel het 'ereveld der geëxecuteerden' genoemd.
- Ereveld Menteng Pulo: Het ereveld Menteng Pulo ligt in Jakarta op het Indonesische eiland Java. Dit ereveld is uitsluitend voor Nederlandse oorlogsslachtoffers en militairen. Bij het ereveld staat een kerk, een zogenaamde simultaankerk. Deze bevat 700 urnen van Nederlandse krijgsgevangenen.
- Ereveld Candi: Het ereveld Candi ligt in de heuvels van Semarang, Indonesië. Dit ereveld is aangelegd door Nederlandse militairen van de T-Brigade die op 12 maart 1946 aan land kwam. Op dit ereveld zijn uitsluitend Nederlandse gesneuvelde militairen begraven.
- Ereveld Kalibanteng: Het ereveld Kalibanteng ligt vlak bij de luchthaven van Semarang, Indonesië. Het ereveld telt 3.100 oorlogsslachtoffers en militairen. Het overgrote deel van de mensen zijn slachtoffers uit Japanse concentratiekampen.
- Ereveld Kembang Kuning: Het ereveld Kembang Kuning ligt in Indonesië. Op het ereveld in Soerabaja zijn zowel burgerslachtoffers als militairen van het voormalige Koninklijk Nederlandsch-Indisch Leger begraven. Er liggen op het ereveld meer dan 5.000 slachtoffers begraven.
- Ereveld Ambon: Het ereveld Ambon is een begraafplaats in Indonesië. Het aantal Nederlandse graven wordt geschat op 185.
- Begraafplaats Cedar Lawn (Amerika): De op Cedar Lawn begraven militairen dienden bij het Koninklijk Nederlandsch-Indisch Leger (KNIL) of bij de Marine Luchtvaartdienst.

Er zijn nog veel meer plaatsen in Indonesië waar officieren en manschappen van het Nederlandse leger begraven liggen maar veel van deze locaties zijn niet meer terug te vinden omdat ze onbekend zijn of later door de een of andere oorzaak geruimd zijn.
Invasie van Java · Expedities naar Saparoea · Eerste expeditie naar Palembang · Tweede expeditie naar Palembang · Padri-oorlogen · Eerste Boni-expeditie · Tweede Boni-expeditie · Expeditie naar de westkust van Borneo · Java-oorlog · Expeditie naar de westkust van Sumatra · Opstand aan de westkust van Sumatra (1841) · Eerste expeditie naar Bali · Tweede expeditie naar Bali · Derde expeditie naar Bali · Expeditie naar de westerafdeling van Borneo · Eerste expeditie naar Palembang · Tweede expeditie naar Palembang · Expeditie tegen de Chinezen te Montrado · Expeditie naar Nias · Derde Boni-expeditie · Vierde Boni-expeditie · Expeditie naar de Zuider- en Oosterafdeling van Borneo · Bombardement van Shimonoseki · Expeditie naar de Pasoemah-landen · Vierde en vijfde expeditie naar Bali · Expeditie naar de westkust van Guinea · Atjehoorlog · Opstand der Chinezen in Mandor · Opstand te Djambi · Lombok-expeditie · Militaire excursie naar Midden-Lombok · Expeditie naar Korintji ·  Expeditie naar Bali (1906-1908) ·  Strijd om Tarakan · Guerrillaoorlog van het Indische leger op Celebes · Verovering van Atjeh door Japan · Guerrillaoorlog van het Indische leger op Nieuw-Guinea · Slag bij Manado · Slag om Ambon · Slag om Timor · Politionele acties · APRA-staatsgreep van kapitein Westerling
Eerste expeditie · Tweede expeditie · Atjehoorlog onder leiding van kolonel Pel · Verovering van Lam Poeloe · Verovering van Lam Ara (Oleij-loe) · Verovering van Garouw · Verovering van Kota Alam · Oprichting van de Ooster-Benteng · Verovering van Lemboe en Berauw · Verovering van Soerian · Periode van de afwachtende houding · Oorlog onder leiding van generaal van der Heijden · Batoe Iliq · Periode van het civiele bestuur · Voortzetting van de afwachtende politiek · Edi-expeditie · Periode van verdere achteruitgang · Kaloet-affaire · Periode van 1896-1901 · Pedir-expeditie · Tocht van G. van Daalen · Verovering door Japan
Azië in de Tweede Wereldoorlog · Verovering van Nederlands-Indië door Japan · Japanse bezetting van Nederlands-Indië · Invasie van Sumatra in 1942 · Verovering van Atjeh door Japan · Strijd om Palembang · Slag om Borneo · Slag om Balikpapan · Verovering van Bandjermasin (1942) · Strijd om Tarakan (1942) · Strijd om Tarakan (1945) · Strijd om Borneo (1945) · Strijd om Noord-Borneo · Strijd om Balikpapan (1945) · Slag in de Straat van Soenda · Eerste Slag in de Javazee · Tweede Slag in de Javazee · Slag om Java · Slag in de Straat Badoeng · Strijd om Celebes · Guerrillaoorlog van het Indische leger op Nieuw-Guinea · Overakker-complot · Nederlandse verzets- en guerrillagroeperingen in Nederlands-Indië · Slag bij Straat Makassar · Slag bij Manado · Slag om Ambon · Japanse bezetting van Saparoea · Slag om Timor · Verovering van de Riau-archipel · Aanval op Broome · Laatste vlucht van KNILM PK-AFV  · Strijd om Soerabaja (1945)